# シティ・スラング
シティ・スラング（City Slang）は、ドイツのベルリンに拠点を置くインディペンデント・レコード・レーベル。

## 略歴
インディペンデントの音楽レーベルであるシティ・スラングは、1990年にアメリカのインディー・ロックを発信するヨーロッパにおける前進基地として設立された。30年後、その名が表すものは、世界中の独特で情熱的なアーティストたちによる多種多様な名簿となっている。1990年以来、シティ・スラングはヨ・ラ・テンゴ、ホール、ラムチョップ、カリブー、ノガ・エレズ、ホセ・ゴンザレス、ボーイ・ハーシャーなどの本拠地となった。
ソニックス・ランデヴーズ・バンド（Sonic's Rendezvous Band）による曲「City Slang」にちなんで名付けられた。

## アーティスト

### 現在の在籍名簿
シティ・スラングのウェブサイトから適応した現在のアーティストのリスト
| - オ・スイス (Au Suisse) - バイヨンヌ (Bayonne) - ボーイ・ハーシャー (Boy Harsher) - ブロークン・ソーシャル・シーン (Broken Social Scene) - キャレキシコ (Calexico) - キャレキシコ・アンド・アイアン&ワイン (Calexico and Iron & Wine) - カリブー (Caribou) - イアン・チャン (Ian Chang) - キャスパー・クラウゼン (Casper Clausen) - ココロージー (CocoRosie) - コーマ (COMA) - クリストバル・アンド・ザ・シー (Cristobal And The Sea) - ディア・リーダー (Dear Reader) - マキンレイ・ディクソン (McKinley Dixon) - エフタークラング (Efterklang) - EMA (EMA) - フェイザー (Fazer) - ローラ・ギブソン (Laura Gibson) - ゴールド・パンダ (Gold Panda) - ホセ・ゴンザレス (José González) - グランドブラザーズ (Grandbrothers) | - ハウシュカ (Hauschka) - ヘルス (Health) - HeCTA - イマルハン (Imarhan) - ジャクジ (Jakuzi) - ジュニア・ボーイズ (Junior Boys) - ジュニップ (Junip) - ケイナ (KAINA) - ソフィア・ケネディ (Sophia Kennedy) - キング・ハンナ (King Hannah) - ラムチョップ (Lambchop) - リーマ (Liima) - ロス・ビッチョス (Los Bitchos) - ダン・マンガン (Dan Mangan) - セン・モリモト (Sen Morimoto) - オーガスタス・ミュラー (Augustus Muller) - nAbi - ナダ・サーフ (Nada Surf) - ノガ・エレズ (Noga Erez) - ノーツイスト (The Notwist) - ポム・ポム・スクワッド (Pom Pom Squad) | - ジェシカ・プラット (Jessica Pratt) - ルーズヴェト (Roosevelt) - アンナ・B・サヴェージ (Anna B Savage) - セリング (Selling) - シンケイン (Sinkane) - サー・ウォズ (sir Was) - ソフティ (Softee) - サン・ラックス (Son Lux) - スプリンツ (Sprints) - スチュアート・A・ステイプルズ (Stuart A. Staples) - ティンバー・ティンブル (Timber Timbre) - ティンダースティックス (Tindersticks) - ヴェラ・ソーラ (Vera Sola) - アナ・フォン・ハウスウルフ (Anna Von Hausswolff) - ウォーリード (Waleed) - ホワイト・デニム (White Denim) - WIVES - ワイ・オーク (Wye Oak) - Zouj |  |

### 過去の在籍名簿
| - アーケイド・ファイア (Arcade Fire) - アルバム・リーフ (The Album Leaf) - ルー・バーロウ・アンド・ヒズ・セントリドー (Lou Barlow And His Sentridoh) - ビッグ・レイ (Big Ray) - ブラックメール (Blackmail) - ブラック・マウンテン (Black Mountain) - ブラック・ヤヤ (Black Yaya) - ボス・ホッグ (Boss Hog) - ビルト・トゥ・スピル (Built To Spill) - ドン・キャバレロ (Don Caballero) - セル (Cell) - ケン・チャンバース (Ken Chambers) - チャヴェス (Chavez) - ヴィック・チェスナット (Vic Chesnutt) - コンバスティブル・エディソン (Combustible Edison) - コズミック・サイコス (Cosmic Psychos) - ダス・ダーメン (Das Damen) - デイヴ・デッパー (Dave Depper) - ディム・スターズ (Dim Stars) - ケヴィン・ドリュー (Kevin Drew) - エイト・フローズン・モジュールズ (Eight Frozen Modules) - ジャスティン・エレクトラ (Justine Electra) - イレヴンス・ドリーム・デイ (Eleventh Dream Day) - エル・ペロ・デル・マル (El Perro del Mar) - エクスペリメンタル・ポップ・バンド (The Experimental Pop Band) - ザ・フェイント (The Faint) - ザ・フレーミング・リップス (The Flaming Lips) - フリークウォーター (Freakwater) - ガロン・ドランク (Gallon Drunk) - スー・ガーナー (Sue Garner) - ゲット・ウェル・スーン (Get Well Soon) - ベンジャミン・ギバード (Benjamin Gibbard) | - ゴールドラッシュ (Goldrush) - ガイデッド・バイ・ヴォイシズ (Guided By Voices) - リー・ヘイズルウッド (Lee Hazlewood) - ハーマン・デューン (Herman Dune) - ホール (Hole) - ジョーボックス (Jawbox) - ザ・ハイ-アライ・サヴァント (The Jal-Alai Savant) - キングスベリー・マンクス (The Kingsbury Manx) - コート (Kort) - ラックゼアオブ (Lackthereof) - ランブリーニ・ガールズ (Lambrini Girls) - ラームース (Larmousse) - レモンヘッズ (Lemonheads) - ラヴ・チャイルド (Love Child) - ラヴ・インクス (Love Inks) - マラジューブ (Malajube) - J・マスシス+ザ・フォグ (J Mascis + The Fog) - メノメナ (Menomena) - ムーン・デュオ (Moon Duo) - モスト・セリーン・リパブリック (The Most Serene Republic) - アレクシ・マードック (Alexi Murdoch) - ネイトロニクス (Naytronix) - オーデス (O'Death) - オン・アン・オン (On An On) - ノーマン・パーム (Norman Palm) - バーバラ・パンサー (Barbara Panther) - パンサーズ (Panthers) - オールデン・ペナー (Alden Penner) - ピック・ア・パイパー (Pick A Piper) - ピンク・マウンテントップス (Pink Mountaintops) - プールサイド (Poolside) | - ポート・オブライエン (Port O'Brien) - レディオ4 (Radio 4) - ロイヤル・バングス (Royal Bangs) - サラリーマン (Salaryman) - シュナイダー・TM (Schneider TM) - シーム (Seam) - セバドー (Sebadoh) - シャロン・ストーンド (Sharon Stoned) - シンク (Sink) - スカンク (Skunk) - スモッグ (Smog) - ソフィア (Sophia) - スターズ (Stars) - セント・トーマス (St. Thomas) - スーパーチャンク (Superchunk) - シルヴァン・エッソ (Sylvan Esso) - テクノ・アニマル (Techno Animal) - コートニー・ティッドウェル (Cortney Tidwell) - トゥ・ロココ・ロット (To Rococo Rot) - トータス (Tortoise) - トイ・ファイト (Toy Fight) - トランズ・アム (Trans Am) - トゥ・フォウニング (Tu Fawning) - アンセイン (Unsane) - ウォーターズ (Waters) - ウィート (Wheat) - ホワイ? (Why?) - ワーリング (Wuhling) - ヨ・ラ・テンゴ (Yo La Tengo) |  |